# جاستن بيري
جاستن بيري (بالإنجليزية: Justin Berry)‏ هو صحفي أمريكي، ولد في 24 يوليو 1986 في بيكرسفيلد في الولايات المتحدة.